# Арлекин
Арлекин или Харлекин (итал. Arlecchino; франц. Arlequin) један је од главних ликова италијанске Комедије дел арте. Као стандардни лик јавља се од средине 16. века. У костиму пуном разнобојних коцкастих закрпа, с кожном маском и меканом капом на ћелавој глави, првобитно је био плесач и акробат, а касније је постао покретач комичног заплета. Духовит је, дрзак, циничан и прождрљив. Према традицији је из Бергама и говори наречјем тог краја.
У савременом друштву „арлекин” је назив за лакрдијаша и шаљивчину, али такође и за бескарактерног човека који често мења мишљење, превртљивца, врдаламу, опортунисту... Позоришни комад са грубим комичним ефектима, као и јефтина шала називају се, према овом лику, „арлекинада”.

## Историја
Лик Арлекина настао је по узору на забављаче, мушкарце и жене који су засмејавали људе око себе. Од 16. века ови забављачи познати су као кловнови. У старом Риму постојали су специјализовани забављачи: Санио (Sannio) је, на пример, био забављач пантомимичар који је лицем и телом правио смешне гримасе, док је и Ступидус (лат. Stupidus - „понашање будале” од чега потиче енглеска реч stupudity - глупост) који је обично имао обријану главу или носио високи шиљати шешир и шарену одећу. Управо од Ступидусаа је касније настао Арлекин.
Лик Арлекина је настао већ раним годинама Комедије дел арте, средином 16. века. Био је један од Занија, лукавих сплеткарских слугу. Зани су ликови из народног фолклора северне Италије који се сусрећу у обредима и у карневалским свечаностима и у почетку су представљани као демони земље. Као такви, у Комедији дел арте су одмах добили улогу слугу, што показује у којој мери су глумци тадашњи глумци били повезани са самим кореном народне културе. Прихватајући тај древни лик, глумци су његова спољна обележја сачували готово нетакнута — пакленску црну маску и широку, белу одећу по којој су га гледаоци лако препознавали, и то гледаоци у унутрашњости и на селу. Публика га је поистовећивала са најнижим представником градскога плебса, слугом, ликом који је симбол заједничке судбине угњетених народних маса. То дубоко значење, које потиче из изворне двосмислености лика, стално се исказује кроз неутољиву глад, сукобе са господарем, сељачку лукавост, потребу за одмаздом која, иако се каткад оствари, ипак никад није коначна. Заније касније замењују или им се придружују друге маске истога порекла. Најпознатија маска комедије дел арте и најомиљенији комедијашки лик у 17. и 18. веку био је Арлекин, а уз њега се појављују и други Зани, увек исти ликови, Пулчинела, Панталоне, Коломбина (Арлекинова девојка, позната и као Арлекина), Труфалдино, Фрителино, Мецетино и други.
У Италији, посебно у Напуљу, у позоришна извођења често су биле укључене чаконе (ciaccona), популарне барокне музичке композиције. Понекад су, због вулгарности које су доносиле, биле би забрањене за извођење на бини. Лик лакрдијаша Арлекина се посебно истицао у извођењу чакона, и захваљујући њему, ова игра се за кратко време трајно раширила по читавој Европи. Лик Арлекина касније се јавља и у француској комедији као Пјеро, као и у вашарским пантомимама. Лик Арлекина био је и популарна карневалска маска. Ношење костима и маски који делују изопачено и бизарно припадају свету фантастичног, чудноватог и имагинарног. Ликови из комедие дел арте, која је цветала периоду ренесансе и барока, фантастични ликови Колумбине, Пјероа, Арлекина припадају како свету уметничке фантазије, тако и свету карневала тога доба.

## Лик
Арлекин је комична личност у комедијама, пантомимама, циркуским представама и слично. Маскираног је лица, обријане главе, обучен у препознатљиво шарено одело. У почетку је овај лик био кукавички, сујеверан и мучен сталним недостатком новца и хране. Почетком 17. века постао је верни собар, стрпљив, лаковеран и заљубљен. Овај последњи квалитет често га је доводио у неприлике из којих је успевао да се извуче интелигенцијом и неодољивим духом. Био је аморалан, али не и злобан. За разлику од сличних ликова из комедије, није се бунио нити се светио онима који су га слагали или преварили. За овај лик биле су карактеристичне акробације, погрдне песме и свирање на егзотичним инструментима, а његова улога била је ексцентрична и веома комична.
Арлекин је, од свих ликова Комедије дел арте, доживео највећу еволуцију и његов лик је током векова радикално измењен. Тако је од италијанског Арлекина настао француски Пјеро, који је до краја 19. века постао симбол много чешће меланхолије него комедије. Међутим, како симболизам и декаденција бивају одбацивани од стране других модерниста, Арлекин поново задобија некадашњу популарност. Његове првобитне особине, међу којима се издвајају аморалност, раскалашност и необузданост, сада умногоме регенерисане, одговарале су у потпуности духу модерног доба, посебно у популарном театру.

### Познати тумачи лика Арлекина
Средином 18. века један од најпознатијих тумача улоге Арлекина био је италијански глумац Антонио Саки.
Енглески глумац Џозеф Грималди (Joseph Grimaldi) први је, 1790. године, одиграо улогу кловна у једној арлекинади. Он је први уместо маске употребио шминку, а ту су праксу су убрзо прихватили и његови савременици.

## Костим и маска
Арлекинов костим првобитно је био сељачка кошуља и дугачке панталоне, покривени многобројним закрпама у боји. Касније је од тога настао препознатљиви припијени костим, украшен разнобојним троугловима и ромбовима, који укључује и палицу или дрвени мач као реквизит. Његова црна полумаска има мале отворе за очи и необично заобљене обрве, наглашене набораним челом. Овако костимиран и маскиран, лик Арлекина постизао је ефекат сатиричне сензуалности, мачкасте лукавости и зачуђене лаковерности. Црна маска и изворно исцепани костим понекад се приписују ранијим приказима афричких робова.

## Арлекин као инспирација
Ликови из Комедије дел арте били су инспирација многим каснијим ствараоцима. У појединим операма из 18. и 19. века њихове карактерне особине додељиване су управо водећим ликовима. У Моцартовој опери Фигарова женидба Фигаров лик је инспирисан карактером Бригеле и Арлекина, а служавкин недвосмислено реферира на Коломбину (односно Арлекину).
Лик Арлекина био је инспирација и многим чувеним сликарима. Међу бројним делима инспирисаним овим ликом су Пјеро и Арлекин Пола Сезана (1888), Арлекин (1918) и Арлекинова породица (1905) Пабла Пикаса, Арлекин и Колумбина (1884) и Арлекин плеше (1890) Едгара Дега и многа друга.
Француска креација Арлекина - Пјеро, постала је икона 20. века од када је Пјероово бело лице, са својим тихим и помало стидљивим гестовима, почео да се појављује у немим филмовима. Комичари, попут Бастера Китона, Чарлија Чаплина или Харолда Лојда, формирали су нове типове комичних ликова у којима су се налазиле стилизоване карактерне црте ликова из комедије дел арте или неке од вештина по којима су они били познати. Један од најпознатијих таквих свакако је Чаплинов филм Светла позорнице (Limelight). Радња филма се одвија у Лондону, 1914. године. Укратко, прича је о томе како Калверо, некада познати кловн а сада човек који болује од алкохолизма, спашава Терезу Тери Амброз од самоубиства гасом. Филм садржи, поред осталих елемената и елементе арлекинаде, а централни мотив филма се заправо заснива на причи о смрти Колумбине и о Арлекиновом покушају да је оживи. Арлекин се и даље се препознаје у многим популарним екранизованим ликовима. Барт Симпсон из цртане серије Симпсонови (The Simpsons) попут Арлекина збија шале са свима око себе, док Ђорђе Чварков из телевизијског ситкома Државни посао у свом лику обједињује неколико типизираних ликова из комедије де арте.
Због своје атрактивности елементи комедије дел арте су увезени и на Амерички континент. Тако су се још од првих година 19. века забављачи попут Арлекина, Коломбине, Скарамуша и Панталонеа често појављивали у америчком кловновским и минстрел представама, у којима су протагонисти, углавном белци, фарбали лица црном шминком - лице познато као blackface.
Године 1975. популарна руска певачица Ала Пугачова снимила је тада чувену песму Арлекин (рус. Арлекино).
Од 2012. године у Варни се одржава Међународни фестивал за дечје и омладинско медијско стваралаштво Арлекин, на коме учествују деца старости од 8 до 19 година. Фестивал има за циљ да подстакне машту и креативност код деце и младих за креирање оригиналних дечјих филмова, ТВ серија, видео клипова, емисија и репортажа, интернет и радио емисија, укључујући све жанрове.
Према Арлекину је име добила и једна врста патке са перјем геометријских шара, плаво-наранџасто-беле боје - арлекинка (лат. Histrionicus histrionicus).